# 정현수
정현수(1979년 2월 25일 ~ )는 대한민국의 희극 배우, MC이다.

## 출연작

### 방송
- 웃찾사 (SBS)
- 코미디빅리그 (tvN)
  - 《멸망 10분전》
  - 《개인주의》 김여운의 엄마(2015년 4쿼터) 역
  - 《국제시장 7080》 정현숙 역
  - 《요상한 민박집》 박나래의 남편 역
  - 《아이러브뺀드》 자이언티 역
  - 《상거지》
- 개그투나잇 (SBS)
- 사랑의 가족 (KBS)
- 하땅사 (MBC)